# Lipocosma septa
Lipocosma septa là một loài bướm đêm trong họ Crambidae.